# 昔々亭慎太郎
昔々亭慎太郎（せきせきてい しんたろう、1973年12月11日 - ）は、日本の落語家。東京都杉並区出身。本名∶車谷 誠寛。出囃子は『大東京音頭』。落語芸術協会所属。

## 経歴
東京都立荻窪高等学校卒業。
1997年9月、昔昔亭桃太郎に入門し、前座名「ぱんち」を名乗る。
2001年11月、二ツ目に昇進し、昔々亭慎太郎と改名。2008年、「らくご☆まがじん」主催の女子大生百人が選んだ“イケメン”落語家グランプリ、30-34歳の部で2位に選ばれる。
2010年5月、春風亭鹿の子、三笑亭可龍、春風亭傳枝と共に真打に昇進。

## 人物
昔昔亭桃太郎一門で唯一「昔々亭」の亭号を名乗る。
師匠桃太郎、大師匠5代目春風亭柳昇同様に主に新作落語を演じる。